# Schlacht bei Rocroi
Les Avins – Löwen – Tornavento – Guetaria – Fontarrabie – Corbie – Diedenhofen 1639 – Turin – Arras 1640 – Aire-sur-la-Lys – La Marfée – Honnecourt – Barcelona – Cartagena – Diedenhofen 1643 – Rocroi – Orbetello – Fort Mardyck – Dünkirchen – Rethel – Bordeaux – Lens – Arras 1654 – Valenciennes – Dünenschlacht
In der Schlacht bei Rocroi vom 19. Mai 1643 trafen während des Französisch-Spanischen Krieges (1635–1659) die französischen und spanischen Armeen aufeinander. Die Schlacht endete mit einer verheerenden Niederlage der spanischen Truppen.

## Vorgeschichte
Um den französischen Druck auf Katalonien zu entschärfen und eine Invasion der Freigrafschaft (Franche-Comté) zu verhindern, beschloss der spanische Befehlshaber, der Gouverneur der Spanischen Niederlande, Herzog Francisco de Melo (oder Mello), die französische Festung von Rocroi im heutigen französischen Département Ardennes anzugreifen. Melo hatte seine Kavallerie nicht adäquat mit Pferden versehen können, da diese im vom Krieg gezeichneten Europa zu teuer und die spanischen Kassen leer waren.
Auch die Soldaten waren zum größten Teil den Strapazen eines Feldzuges nicht gewachsen. Im Februar 1643 wurde in der Flandernarmee verfügt, dass auch weniger taugliche und kleinere Männer angeworben werden dürften, um den Mangel an Rekruten auszugleichen. Bis zu 25 dieser weniger tauglichen Soldaten durften in je einer Kompanie Dienst tun. Um sie auch bewaffnen zu können, wurden die kleineren Arkebusen wieder eingeführt, welche man erst 1636 ausgesondert und durch Musketen ersetzt hatte.
Am 12. Mai kamen die Spanier in Sichtweite dieser Festung und begannen mit den Vorbereitungen für eine Belagerung. Zur gleichen Zeit wurde Herzog Ludwig von Enghien (der spätere Grand Condé) mit dem Oberbefehl der französischen Truppen in der Champagne betraut. Er beschloss der Garnison in Rocroi zu Hilfe zu kommen. Durch ein gewagtes und schnelles Truppenmanöver konnte Enghien sein französisches Heer einige Kilometer südlich der spanischen Armee positionieren. Am 17. Mai konnten die Franzosen die Garnison in Rocroi um 150 Musketiere aufstocken. Am 18. bezogen die Armeen ihre Stellung in einer Ebene südwestlich von Rocroi und begannen nachmittags mit dem gegenseitigen Bombardement.
Herzog Ludwig von Enghiens Ziel war es, die Schlacht noch vor dem Eintreffen des spanischen Nachschubes unter Johann von Beck (etwa 1000 Reiter und mehr als 3000 Fußsoldaten) zu forcieren.

## Schlachtverlauf

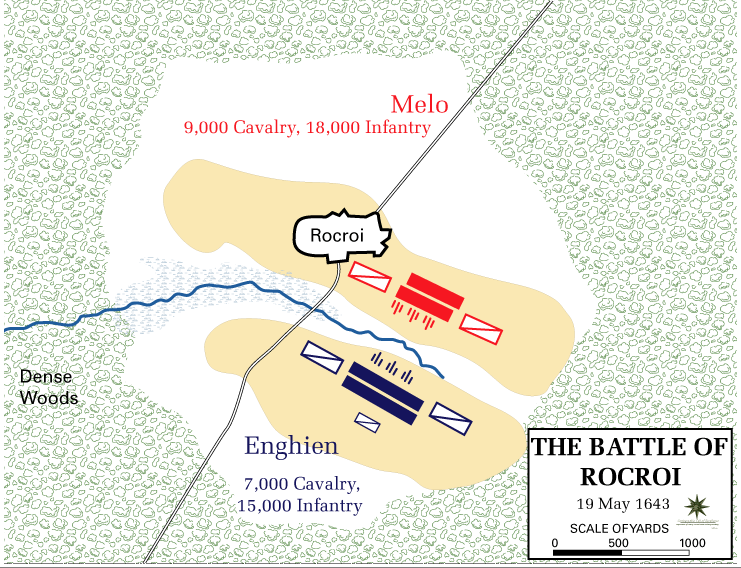
Karte zum Schlachtverlauf

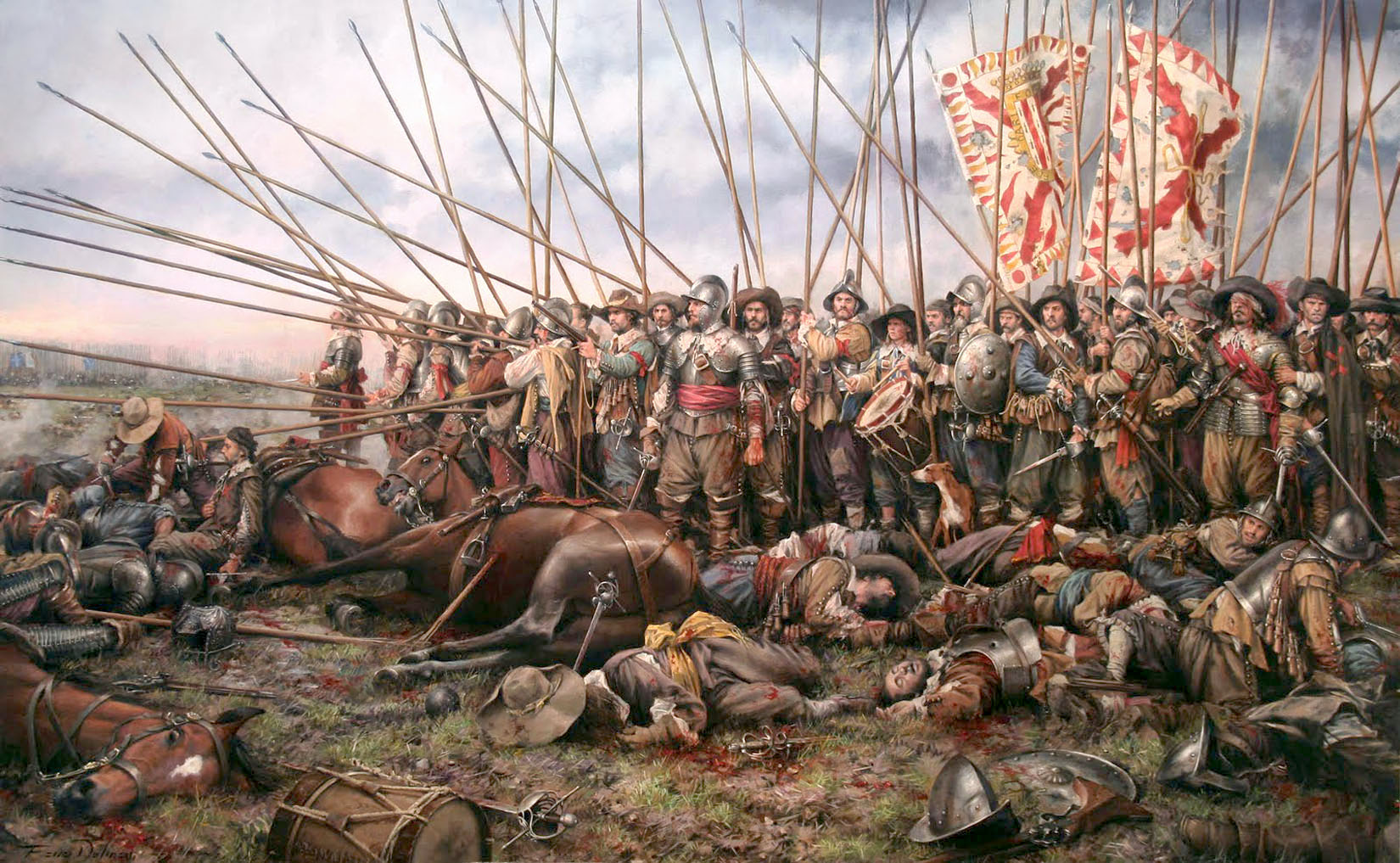
Rocroi, el último tercio (2011) romantisierendes Gemälde von Augusto Ferrer-Dalmau

Die Franzosen verfügten insgesamt über etwa 22.000 Mann: 18 Bataillone der Infanterie und 32 Kavalleriekompanien. 15 der Infanteriebataillone unter Espenan wurden auf zwei Linien verteilt. Die Kavallerie wurde in zwei Flügel angeordnet, wobei der linke (13 Kompanien) von La Ferté und der rechte (15 Kompanien) von Enghien und Gassion befehligt wurden. Die Reserve (drei Bataillone und vier Kavalleriekompanien) stand unter dem Kommando des Baron de Sirot. Darüber hinaus hatte Ludwig von Enghien 600 bis 1000 Musketiere zwischen den beiden Linien der Infanteriebataillone postieren lassen.
Das spanische Heer war etwa gleich stark und bestand wahrscheinlich aus 19 Bataillonen der Infanterie. Die Kavallerie wurde, wie auf der französischen Seite, in zwei Flügeln (links und rechts) beiderseits der Infanterie postiert, die ebenfalls in zwei Linien (zehn und neun Bataillone) angeordnet war. Die Spanier nahmen eine spezifische Gefechtsformation der Infanterie ein, das sogenannte „Terzio“ (oder „Tercio“). Dies war eine Kombination aus Musketieren und Pikenieren, wobei die zahlreicheren Pikeniere den Musketieren mit ihren langsam feuernden Arkebusen eine sichere Zuflucht gegenüber angreifender Kavallerie boten. In der Mitte der spanischen Tercios waren Kanonen aufgestellt, die – in der Endphase der Schlacht – aus rasch eröffneten Schneisen der Abwehrfront die unvorbereiteten Angreifer zusammenschossen. Diese Art der Formation wurde in Variationen auch von anderen europäischen Armeen benutzt, allerdings galten die spanischen Tercios als besonders diszipliniert und kampfstark, nicht zuletzt durch ihren hohen Anteil an Veteranen und ihre Kampferfahrung.

Die Aufstellung der beiden Heere: Ein zeitgenössischer Kupferstich von François Collignon nach Zeichnungen von Sébastien de Beaulieu und Stefano della Bella

Den Kern der spanischen Schlachtordnung bildeten sechs in Reserve stehende spanische Terzios. Diese galten, im Gegensatz zu den deutschen, wallonischen und italienischen Regimentern in spanischen Diensten, als Elitetruppen.
Rechts bestand sie aus sieben Regimentern unter Ernst von Isenburg-Grenzau (1584–1664) und links aus zwölf unter dem Herzog von Alburquerque. Darüber hinaus verfügten sie über eine Reservekompanie unter dem Baron von André. In der Nacht auf den 19. Mai beschloss de Melo, Musketiere in einem Dickicht unweit der linken Flanke zu platzieren, um diese besser verteidigen zu können.
Die etwa gleich starken Heere prallten aufeinander, wobei Enghien daran gelegen sein musste, den Kampf vor Eintreffen spanischer Verstärkungen zu entscheiden. Dem französischen Oberbefehlshaber gelang es, das spanische Heer stark zu dezimieren, wobei dem Verlust von etwa 4000 bis 4500 eigenen Soldaten rund 7500 Tote des Gegners gegenüberstanden. Zu den prominenten Toten auf spanischer Seite zählten der Italiener Visconti als Kommandeur des rechten Zentrums und der Regimentskommandeur Velandia, die beide im Kampf gegen Gassions Berittene und Enghiens rechten Kavallerieflügel ums Leben gekommen waren. Ranghöchster Toter der spanischen Krone war der Maestre de campo general (Generaloberst) Paul Bernard de Fontaine, der 1640/41 zwischenzeitlich sogar als  Gobernador de las Armas (Heereschef) fungiert hatte. Der 66-jährige gebürtige Lothringer war gegen Ende der Schlacht gefallen, als er krankheitsbedingt von einem Tragsessel aus, die Feuerintervalle der Musketiere dirigiert hatte. (Das Möbelstück gelangte als Kriegsbeute nach Paris, wo es heute im zum Hôtel des Invalides gehörenden Armeemuseum ausgestellt ist.)

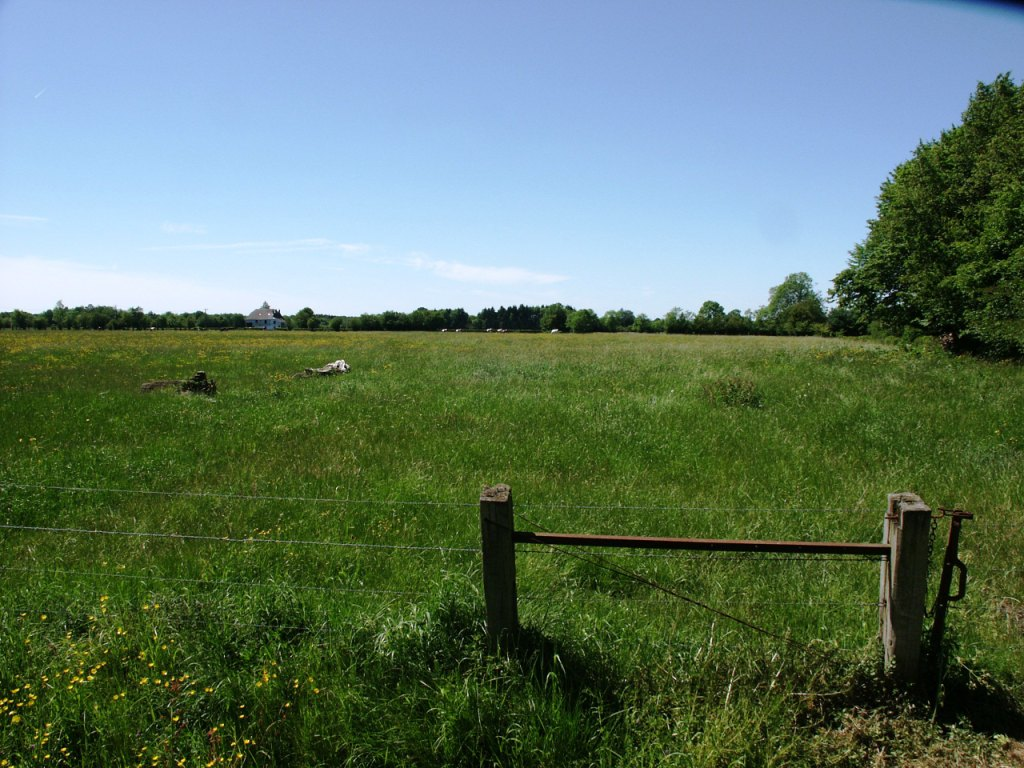
Das Schlachtfeld von Rocroi heute

Die Reste des spanischen Heeres, das nach der Flucht der verbündeten Truppen nur noch aus den in Reserve gehaltenen spanischen Terzios bestand, verweigerten zunächst die ehrenvolle Kapitulation; das 11. spanische Infanterieregiment lehnte zunächst das Angebot mit den Worten ab: „Seine Exzellenz scheinen zu vergessen, dass er es hier mit einem spanischen Regiment zu tun hat!“ Mehrere französische Attacken scheiterten, bevor Enghien sich angesichts seiner hohen Verluste gezwungen sah, die Einstellung des Kampfes auf dem Verhandlungswege zu erreichen.
Dem letzten Tercio gelang es daher aufgrund seiner guten Ausgangsstellung in einem Wäldchen, des drohenden Anrückens der Entsatzarmee und der hohen Verluste der Franzosen bei ihrer Bekämpfung, dass ihnen, den auf dem Schlachtfeld Kämpfenden, dieselben Konditionen gewährt wurden wie den Soldaten bei der Übergabe einer Festung, nämlich ein ehrenvoller Abzug in Waffen und mit Fahnen. In der Kriegsgeschichte ein wohl einmaliger Vorgang, zog das Tercio anschließend in voller Montur quer durch Frankreich in die baskische Heimat.
Nachdem die Spanier sich ergeben hatten, begannen im Gewühl steckende französische Reiter – vermutlich hielten sie eine Bewegung unter den Spaniern für das Wiederaufleben des Widerstandes – sich ergebene Spanier zu töten. Enghien beendete diese Metzelei sofort, zum Teil unter Einsatz des eigenen Lebens. Als er vom Pferd stieg, so Augenzeugenberichte, war er nicht von eigenen Soldaten umringt, sondern von Spaniern, die ihm auf Knien dankten. 

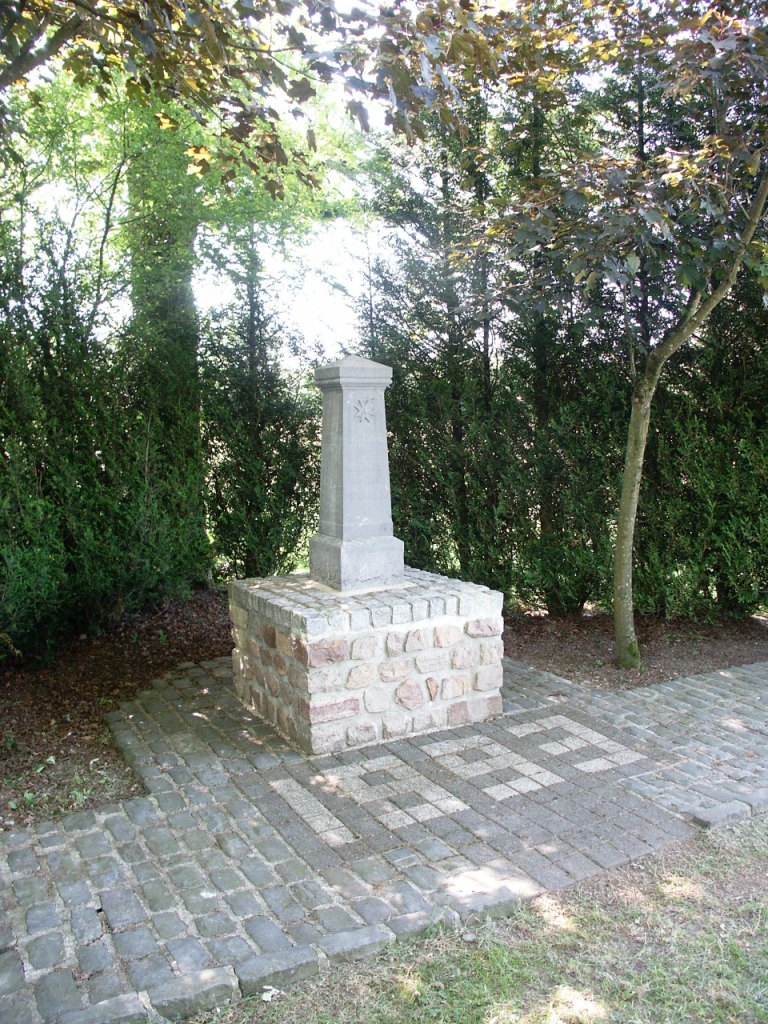
Gedenkstein auf dem Schlachtfeld (errichtet 1926/renoviert 1993)

Am 19. Mai, um 10 Uhr morgens, war die Schlacht beendet. Die Franzosen hatten gesiegt.

## Folgen
Die Schlacht bei Rocroi erlangte Berühmtheit als die schwerste Niederlage, die eine spanische Armee jemals erlitt. Oft wurde sie auch als Wendepunkt in der Geschichte und Ende der spanischen Vorherrschaft in Europa bezeichnet. Tatsächlich jedoch dauerte der Krieg noch weitere 15 Jahre und obwohl Spanien noch weitere Niederlagen erlitt, konnte es seine Position in den südlichen Niederlanden behaupten. Vom Untergang einer Militärmacht oder dem Niedergang einer Waffengattung bzw. -gruppierung kann nicht gesprochen werden, denn der auch durch Geschützfeuer nicht zu brechende Widerstand des letzten Tercio und die Tatsache, dass noch der französische Kardinal Retz um 1650 mit Hilfe solcher Einheiten Bordeaux Entsatz brachte, zeigen die Beharrungskraft der Spanier und ihrer Infanterie sowie die taktische Stärke der Tercios.
Mit dem lange ersehnten französischen Sieg begannen die „glücklichen sechs Jahre“ der Regentin Anna von Österreich und ihres minderjährigen Sohnes, des späteren Ludwigs XIV., ehe 1648/1649 die Fronde das Land erneut in Wirren stürzte.

## Verfilmung
Szenen aus der Schlacht von Rocroi inkl. Zitat des 11. sind am Ende des Spielfilms Alatriste von Augustin Diaz Yanez nach der Vorlage von Arturo Pérez-Reverte zu sehen.